# Sports Car Club of America
Sports Car Club of America, ofta förkortat SCCA, är en amerikansk bilsportsorganisation som administrerar olika tävlingsserier inom racing och rally.
SCCA bildades 1944 av en grupp sportbilsentusiaster. 1951 startades det nationella sportvagnsmästerskapet SCCA National Sports Car Championship. Från början av 1960-talet var SCCA med och organiserade sportvagns-VM:s amerikanska deltävlingar och var involverad i USA:s Grand Prix. SCCA startade även racingserierna United States Road Racing Championship, Trans-Am Series och Can-Am.